# Philippe Rousselot
Philippe Rousselot, född 1945, är en fransk filmfotograf.

## Filmografi (i urval)
- 1977 – Pepparmint soda
- 1981 – Diva - dödligt intermezzo
- 1986 – Thérèse
- 1987 – Hope and Glory
- 1988 – Farligt begär
- 1988 – Björnen
- 1989 – För vacker för dig!
- 1992 – Där floden flyter fram
- 1994 – Drottning Margot
- 1994 – En vampyrs bekännelse
- 1996 – Larry Flynt – skandalernas man
- 2000 – Remember the Titans
- 2001 – Apornas planet
- 2001 – Skräddaren i Panama
- 2005 – Constantine
- 2007 – Great Debaters
- 2011 – Det är aldrig för sent Larry Crowne
- 2013 – Beautiful Creatures
- 2015 – Child 44
- 2016 – The Nice Guys

## Priser och utmärkelser
- César för bästa foto, för Dödligt intermezzo,  1982
- César för bästa foto, för Thérèse,  1987
- Oscar för bästa foto, för Där floden flyter fram,  29 mars 1993[3]
- César för bästa foto, för Drottning Margot,  1995
- BAFTA Award för bästa foto, för En vampyrs bekännelse,  23 april 1995[4]
- Marburg Camera Award,  2020[5]

[Redigera Wikidata]